# Mario Alberto Sulú Canché
Mario Alberto Sulú Canché o Mario Alberto Sulub Canché (1983 en Mérida, Yucatán, -30 de agosto de 2008, íd.) fue un asesino en serie mexicano, responsable de 3 homicidios perpetrados entre junio del 2007 y julio del 2008, en localidades rurales de la costa yucateca. Mediáticamente fue conocido con el apodo de "el Mata-chavitas", haciendo alusión a su patrón de víctimas: mujeres jóvenes de entre 15 y 25 años de edad.

## Antecedentes
Sulub provenía de una familia de clase media-baja, disfuncional. Desde su juventud tuvo problemas con las autoridades, todavía no cumplía la mayoría de edad para cuando ya tenía un muy largo historial delictivo, que iba desde hostigamiento y acoso sexual hasta asalto a mano armada e intentos de violación. Jamás tuvo un empleo fijo y ya por último solo se dedicaba a robar. Su caso era el de una típica personalidad antisocial. (Véase: trastorno antisocial de la personalidad.)

## Crímenes
Abordaba a sus víctimas con el pretexto de darles empleo. Y con esa excusa las engañaba para que subieran a su auto. Las llevaba a lugares apartados; ahí comenzaba a hacerles propuestas indecorosas. Cuando éstas lo rechazaban, él se ponía violento, las amenazaba  y las violaba. Finalmente, para que no lo denunciaran, las asesinaba. Arrojaba los cuerpos al mar,-estos posteriormente aparecían en las costas,-o los enterraba en lugares despoblados junto a la carretera.

### Víctimas
- Alma Lucely Canul Ciau: estudiante de preparatoria, Sulub la interceptó cuando salía de la escuela, fue asesinada en Jun. del 2007. Sulub la mató a golpes; posteriormente, tras la aprehensión del asesino, este declararía "que no quería matarla ni abusar de ella, sólo quería tener relaciones sexuales. Pero ante su negativa, decidió violarla, para ese momento todavía no tenía inteciones de asesinarla pero ella tomó un leño con el cual golpeó a su agresor, corrió pero Sulub la alcanzó, y tras un breve forcejeo la despojó del leño; fue con éste con lo que la víctimó." Arrojó su cadáver al mar.
- Leydi Marlene Pech Canul: fue asesinada en enero de 2008, no tenía ningún parentesco con la primera víctima pese al apellido "Canul", esto tampoco representó ninguna motivación especial para el asesino (él ni siquiera sabía los nombres completos de sus víctimas). La golpeó hasta dejarla inconsciente, la violó y estranguló; enterró su cuerpo cerca de la carretera.
- Guadalupe de los Ángeles Rodríguez Méndez: fue asesinada en julio de 2008. La ató de pies y manos, la ultrajó y estranguló. Enterró su cuerpo junto a una brecha de la carretera.

## Aprehensión, condena y muerte
Sulú era un asesino desorganizado, cometió muchos errores, empezando con que hubo muchos testigos que vieron a la primera víctima subirse al auto de Sulú. Supuestamente, dejó muestras de ADN en todos los cuerpos, fueron las circunstancias las que ayudaron al asesino, el agua salada, en el primer caso, y el avanzado estado de descomposición de los cuerpos hicieron imposible o poco confiables las pruebas de ADN. 
Pero varios testigos del primer caso identificaron a Sulú como la última persona con la que se vio a Alma con vida. Fue detenido como enviciado en el caso de Alma. Posterior a su arresto, ocurrido el 4 de Ago. del 2008, éste confesó su responsabilidad, no sólo en la muerte de Alma, sino también en los otros dos asesinatos. Fue sentenciado a 40 años de prisión.
Poco después de ser condenado, se retractó de ser culpable de los homicidios de Leydi Marlene y Guadalupe. Declaró haber sido manipulado por los policías para inculparse. Siendo que en México existe una condena máxima para estar en prisión; sin importar el número o gravedad de los delitos cometidos, el criminal no puede permanecer más del tiempo establecido en la pena máxima; ésta varía según el estado, va desde los 40 a los 50 años, con excepción del estado de Chihuahua en donde existe la cadena perpetua. En Yucatán la pena máxima es de 40 años, Sulú había sido condenado por tres cargos de homicidio, tres cargos de violación y tres cargos de robo calificado (porque despojó a los cuerpos de sus pertenencias para luego venderlas), la condena sería igual a si solo hubiera sido sentenciado por un solo cargo de homicidio, violación y robo calificado; supuestamente, este había sido el argumento que la policía utilizó para convencer a Mario Alberto para declararse culpable de los tres asesinatos.
Sulú había hecho apelaciones, con la finalidad de ser absuelto en los casos de Marlene y Guadalupe, aunque sin importar que fuera o no fuera declarado inocente en estos dos casos su condena no se reduciría. 
Mario Alberto Sulú fue encontrado muerto, la mañana del 30 de agosto del 2008, durante el pase de lista de los presos. Se había ahorcado con unos pantalones, murió sin demostrar su inocencia en los homicidios de Leydi Marlene Pech y Guadalupe de los Ángeles Rodríguez.